# Felipe Vizeu
Felipe dos Reis Pereira Vizeu do Carmo, mais conhecido como Felipe Vizeu, ou simplesmente Vizeu (Três Rios, 12 de março de 1997), é um futebolista brasileiro que atua como centroavante. Atualmente joga pelo Sporting Cristal.

## Carreira
Felipe Vizeu começou sua carreira futebolística vestindo as cores do América Mineiro no ano de 2011. Ainda nas categorias de base, após se destacar na BH Cup (tradicional competição sub-15) chamou a atenção do Flamengo, que o contratou em 2013. Neste mesmo ano, se destacou na disputa da Copa do Brasil Sub-17.
Em 2014, passou a figurar também no elenco dos juniores, ajudando o clube a conquistar a Taça Otávio Pinto Guimarães daquele ano.
Em 2015, disputou pela primeira vez a tradicional Copa São Paulo de Futebol Junior, como reserva de Douglas Baggio.
No ano de 2016, liderou o Flamengo na conquista de sua terceira Copa São Paulo de Futebol Júnior terminando a competição como vice-artilheiro (com 7 gols) e tendo sido eleito o Craque do Campeonato. Já integrado ao time profissional rubro-negro, teve seu contrato renovado até dezembro de 2020.

### Flamengo

#### 2016
No Carioca teve boas atuações, e marcou 3 gols. Dois contra o Bangu, e um contra Cabofriense. Na décima quarta rodada do Brasileirão Vizeu marcou dois gols diante do Atlético Mineiro, garantindo uma importante vitória, que colocou o Flamengo novamente no G4. Logo em seu primeiro ano como profissional no Flamengo, Vizeu marcou 8 gols no ano.

#### 2017
Marcou seu primeiro gol no ano, diante do Resende, pelo Campeonato Carioca. Após receber um bom cruzamento de Cafu, fez de cabeça, e garantiu a vitória pro Flamengo nos acréscimos. Ganhou seu primeiro título profissional, após a vitória de virada do Flamengo no Maracanã contra o Fluminense, sagrando-se campeão carioca.
Voltou a marcar gol, na partida contra o Santos no Pacaembu. Fez o gol da virada rubro-negra por 2 a 1, mas viu seu time levar a virada Santista no final do jogo por 3 a 2. Após algumas atuações em branco durante o ano, voltou a aparecer, marcando gol no Fla-Flu, que terminou empatado em 3 a 3, mas classificou o Flamengo para a semifinal da Sul-Americana, por causa da vitória por 1 a 0 no jogo de ida no Maracanã.
Após marcar gol na vitória do Flamengo por 3 a 0 contra o Corinthians, se desentendeu com Rhodolfo, fazendo gesto obsceno para seu companheiro de equipe. Na partida seguinte pela semifinal da Sul-Americana contra o Júnior Barranquilla, Vizeu foi novamente decisivo fazendo Um dos gols da vitória Rubro Negra no Maracanã por 2 a 1. E na comemoração foi ao banco de reservas para abraçar Rhodolfo. Na partida de volta contra o Júnior, Vizeu marcou dois gols e ajudou o Flamengo a vencer por 2 a 0 fora de casa, levando o time carioca para final da Sul-Americana.

### Udinese
Em fevereiro de 2018, Vizeu foi vendido para a Udinese por US$ 6 milhões (cerca de R$ 19 milhões na cotação da época), assinando por cinco temporadas.
Na sua estreia pela Udinese, marcou um gol e deu uma assistência na goleada de 10x0 sobre o Rappresentativa FVG em um amistoso.

#### Grêmio (empréstimo)
Sem espaço na Udinese, em janeiro de 2019 Vizeu assinou contrato de empréstimo com o Grêmio.
Sua estreia pelo clube ocorreu em uma partida válida pelo Campeonato Gaúcho no dia 28 de janeiro de 2019, entrou aos 29 minutos do 2º tempo, onde deu uma assistência. Foi autor de um dos gols na vitória do Grêmio por 6 a 0 sobre o Avenida, que rendeu ao clube porto-alegrense o título da Recopa Gaúcha de 2019.

#### Akhmat (empréstimo)
Em 5 de janeiro de 2020 a Udinese informou que tinha emprestado Vizeu para o clube russo Akhmat.
Vizeu marca seu primeiro golo pelo time russo na vitória por 2 a 1 contra Tambov em 07 de julho de 2020.
Felipe Vizeu rescindiu seu contrato com o Akhmat Grozny em 17 de setembro de 2020, Vizeu teve apenas sete partidas e marcou um gol em sua passagem pela Rússia.

#### Ceará (empréstimo)
Foi anunciado pelo Ceará no dia 23 de outubro de 2020, com contrato válido até junho de 2021, usando a camisa 97 no vozão. Felipe se disse feliz com a oportunidade e pela recepção calorosa que recebeu dos torcedores, dizendo que " Iria dar alegria ao torcedor ".
Marcou seu 1° gol pelo Vozão no dia 22 novembro de 2020, no empate de 2 a 2 com o Atlético Mineiro no Castelão. Apesar do gol, Felipe acabou sofrendo uma lesão de grau 2 no músculo posterior da coxa esquerda, tendo que ser substituído logo após o lance.
No dia 20 de fevereiro de 2021, Felipe marcou seu 2° gol pelo Ceará na vitória por 2–0 sobre o Coritiba. Com a vitória, o vozão se classificou para a Sulamericana, sendo essa apenas sua 2° participação no torneio, tendo disputado-a somente em 2011 anteriormente, além de conquistar sua 1° vitória na história sobre o Coxa no Couto Pereira.
Felipe Vizeu encerrou sua passagem no No Vozão, com 32 partidas, marcou cinco gols e deu uma assistência.

#### Yokohama (empréstimo)
Em 13 de julho de 2021 Vizeu fechou contrato de empréstimo por um ano com o Yokohama FC, do Japão. Encerrou sua passagem pelo clube com 23 jogos, anotou quatro gols e deu duas assistências.

### Sheriff
O Sheriff Tiraspol, da Moldávia, anunciou a contratação de Felipe Vizeu em 30 de agosto de 2022.
| “                                              | Estou muito contente. Fui bem recebido aqui. Finalmente, há uma oportunidade de participar em competições europeias. Temos um grupo forte na Liga Europa, jogos sérios nos esperam. O FC Sheriff possui uma excelente infraestrutura esportiva. O Renan Guedes me falou muitas coisas boas do clube. Isso também influenciou na minha decisão. | ” |
| — Felipe Vizeu, em entrevista de apresentação. | |   |

Vizeu deixou o Sheriff após nove jogos e dois gols.

### Atlético-GO
Em 17 de dezembro de 2022, o Atlético-GO anunciou a contratação de Felipe Vizeu para a disputa da temporada 2023. Felipe Vizeu fez sua estreia pelo Atlético-GO em 15 de janeiro de 2023. No mesmo jogo ele marcou um golaço e assim ajudou o Atlético a vencer o clássico contra o Goiás, de virada.
Em 2 de abril de 2023, Felipe Vizeu rescindiu com o Atlético onde disputou 10 jogos, quatro como titular e anotou três vezes.

### Criciúma
Felipe Vizeu foi anunciado pelo Criciúma em 14 de abril de 2023, ele acertou contrato até o fim do mesmo ano.

### Remo
No dia 31 de dezembro de 2024, Felipe Vizeu foi anunciado pelo Remo. Em 12 de agosto de 2025, O Remo anunciou a saída de Felipe Vizeu, que tinha contrato com o clube até o final da temporada 2026. Com a camisa do clube paraense, Vizeu atuou 26 vezes, sendo 14 como titular, e balançou as redes apenas três vezes.

### Sporting Cristal
Em 14 de agosto de 2025, Vizeu assinou com o Sporting Cristal, do Peru. O atacante assinou com Los Celestes um contrato válido até dezembro de 2026.

## Seleção Brasileira

### Sub-20

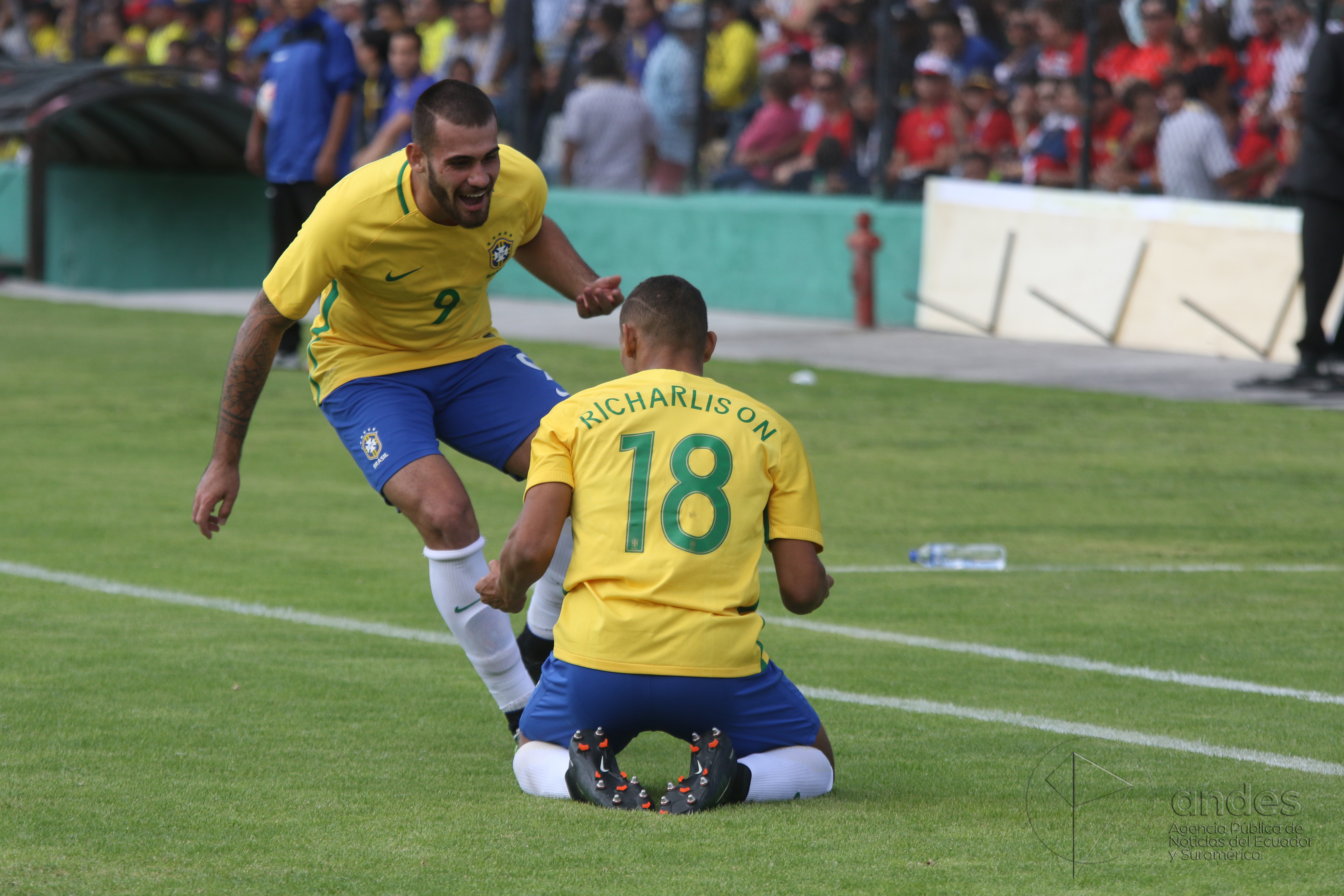
Felipe Vizeu (esquerda) ao lado de Richarlison comemorando o gol brasileiro marcado durante o Sul-Americano Sub-20.

No dia 20 de agosto, o nome de Vizeu apareceu na lista que o técnico Rogério Micale divulgou para a disputa de dois jogos amistosos contra a Inglaterra, que servem de preparação para o Campeonato Sul-Americano de 2017 da categoria. Antes dessa convocação, Vizeu já havia sido convocado outras 4 vezes, mas sempre acabou liberado em função de pedidos do Flamengo.
No dia 23 de setembro, foi convocado pelo técnico Rogério Micale para defender a Seleção brasileira sub-20 no Quadrangular de Seleções, disputado no Chile, e que serviu como torneio preparatório para o Sul-Americano sub-20. O Brasil terminou o torneio como campeão. Vizeu marcou 2 gols no torneio, inclusive o do empate em 1x1 na ultima partida.
Em dezembro de 2016, Vizeu foi convocado para a disputa do campeonato sul-americano sub-20, a ser disputado em janeiro de 2017, no Equador.
Em 2017, na estreia do Sul-Americano Sub-20. Vizeu fez o gol que deu a vitória para a Seleção Brasileira contra o Equador.

### Seleção Olímpica
Vizeu foi convocado como um dos quatro suplentes oficiais que a CBF enviou para a FIFA e para o COI para a Seleção Brasileira Olímpica de Futebol que iria em busca da inédita conquista da medalha de ouro para o Brasil nos Jogos Olímpicos da Rio-2016. Assim, caso alguém se machucasse durante a realização do torneio, ele poderia ser convocado para o lugar deste jogador. Por conta disso, mesmo não tendo ido disputar os Jogos, ele recebeu a medalha de ouro referente à conquista da Seleção Brasileira nos Jogos Olímpicos do Rio 2016.

## Estatísticas
Até 9 de agosto de 2021.

### Clubes
| Clube             | Temporada         | Campeonato nacional | Campeonato nacional | Campeonato nacional | Copa nacional[a] | Copa nacional[a] | Copa nacional[a] | Competições continentais[b] | Competições continentais[b] | Competições continentais[b] | Outros torneios[c] | Outros torneios[c] | Outros torneios[c] | Total | Total | Total   |
| Clube             | Temporada         | Jogos               | Gols                | Assist.             | Jogos            | Gols             | Assist.          | Jogos                       | Gols                        | Assist.                     | Jogos              | Gols               | Assist.            | Jogos | Gols  | Assist. |
| ----------------- | ----------------- | ------------------- | ------------------- | ------------------- | ---------------- | ---------------- | ---------------- | --------------------------- | --------------------------- | --------------------------- | ------------------ | ------------------ | ------------------ | ----- | ----- | ------- |
| Flamengo          | 2016              | 15                  | 5                   | 0                   | 1                | 0                | 0                | 1                           | 0                           | 0                           | 9                  | 3                  | 0                  | 26    | 8     | 0       |
| Flamengo          | 2017              | 18                  | 2                   | 1                   | 2                | 0                | 0                | 8                           | 5                           | 0                           | 10                 | 2                  | 1                  | 38    | 9     | 2       |
| Flamengo          | 2018              | 5                   | 3                   | 0                   | 0                | 0                | 0                | 0                           | 0                           | 0                           | 6                  | 0                  | 0                  | 11    | 3     | 0       |
| Flamengo          | Total             | 38                  | 10                  | 1                   | 3                | 0                | 0                | 9                           | 5                           | 0                           | 25                 | 5                  | 1                  | 75    | 20    | 2       |
| Udinese           | 2018–19           | 5                   | 0                   | 0                   | 0                | 0                | 0                | 0                           | 0                           | 0                           | 0                  | 0                  | 0                  | 5     | 0     | 0       |
| Udinese           | Total             | 5                   | 0                   | 0                   | 0                | 0                | 0                | 0                           | 0                           | 0                           | 0                  | 0                  | 0                  | 5     | 0     | 0       |
| Grêmio            | 2019              | 11                  | 1                   | 0                   | 3                | 2                | 0                | 2                           | 0                           | 0                           | 10                 | 2                  | 1                  | 26    | 5     | 1       |
| Grêmio            | Total             | 11                  | 1                   | 0                   | 3                | 2                | 0                | 2                           | 0                           | 0                           | 10                 | 2                  | 1                  | 26    | 5     | 1       |
| Akhmat Grozny     | 2019–20           | 7                   | 1                   | 1                   | 0                | 0                | 0                | 0                           | 0                           | 0                           | 0                  | 0                  | 0                  | 7     | 1     | 1       |
| Akhmat Grozny     | Total             | 7                   | 1                   | 1                   | 0                | 0                | 0                | 0                           | 0                           | 0                           | 0                  | 0                  | 0                  | 7     | 1     | 1       |
| Ceará             | 2020              | 11                  | 2                   | 0                   | 3                | 0                | 0                | 0                           | 0                           | 0                           | 0                  | 0                  | 0                  | 14    | 2     | 0       |
| Ceará             | 2021              | 1                   | 0                   | 0                   | 1                | 0                | 0                | 4                           | 0                           | 0                           | 12                 | 3                  | 0                  | 18    | 3     | 0       |
| Ceará             | Total             | 12                  | 2                   | 0                   | 4                | 0                | 0                | 4                           | 0                           | 0                           | 12                 | 3                  | 0                  | 32    | 5     | 0       |
| Yokohama FC       | 2021              | 1                   | 0                   | 0                   | 0                | 0                | 0                | 0                           | 0                           | 0                           | 0                  | 0                  | 0                  | 1     | 0     | 0       |
| Yokohama FC       | Total             | 1                   | 0                   | 0                   | 0                | 0                | 0                | 0                           | 0                           | 0                           | 0                  | 0                  | 0                  | 1     | 0     | 0       |
| Total na carreira | Total na carreira | 74                  | 14                  | 2                   | 10               | 2                | 0                | 15                          | 5                           | 0                           | 47                 | 10                 | 2                  | 143   | 31    | 4       |

- a. ^ Jogos da Copa do Brasil e Copa da Itália
- b. ^ Jogos da Copa Sul-Americana
- c. ^ Jogos do Campeonato Carioca, Campeonato Gaúcho, Primeira Liga do Brasil e Copa do Nordeste

|          | Data                    | Local                                          | Resultado | Adversário          | Gols | Assist. | Competição                      |
| -------- | ----------------------- | ---------------------------------------------- | --------- | ------------------- | ---- | ------- | ------------------------------- |
| Flamengo |                         |                                                |           |                     |      |         |                                 |
| 1.       | 10 de fevereiro de 2016 | Raulino de Oliveira, Volta Redonda, Brasil     | 5–0       | Portuguesa da Ilha  | 0    | 0       | Campeonato Carioca de 2016      |
| 2.       | 17 de fevereiro de 2016 | Kléber Andrade, Cariacica, Brasil              | 1–0       | América Mineiro     | 0    | 0       | Primeira Liga do Brasil de 2016 |
| 3.       | 24 de fevereiro de 2016 | Moacyrzão, Macaé, Brasil                       | 1–0       | Cabofriense         | 1    | 0       | Campeonato Carioca de 2016      |
| 4.       | 28 de fevereiro de 2016 | Raulino de Oliveira, Volta Redonda, Brasil     | 5–0       | Resende             | 0    | 0       | Campeonato Carioca de 2016      |
| 5.       | 5 de março de 2016      | Raulino de Oliveira, Volta Redonda, Brasil     | 3–1       | Bangu               | 2    | 0       | Campeonato Carioca de 2016      |
| 6.       | 16 de março de 2016     | Batistão, Aracaju, Brasil                      | 0–1       | Confiança           | 0    | 0       | Copa do Brasil de 2016          |
| 7.       | 23 de março de 2016     | Mário Helênio, Juiz de Fora, Brasil            | 0–1       | Atlético Paranaense | 0    | 0       | Primeira Liga do Brasil de 2016 |
| 8.       | 26 de março de 2016     | Raulino de Oliveira, Volta Redonda, Brasil     | 0–1       | Volta Redonda       | 0    | 0       | Campeonato Carioca de 2016      |
| 9.       | 2 de abril de 2016      | Mário Helênio, Juiz de Fora, Brasil            | 2–2       | Botafogo            | 0    | 0       | Campeonato Carioca de 2016      |
| 10.      | 24 de abril de 2016     | Arena da Amazônia, Manaus, Brasil              | 0–2       | Vasco da Gama       | 0    | 0       | Campeonato Carioca de 2016      |
| 11.      | 25 de maio de 2016      | Raulino de Oliveira, Volta Redonda, Brasil     | 2–2       | Chapecoense         | 1    | 0       | Campeonato Brasileiro de 2016   |
| 12.      | 29 de maio de 2016      | Moisés Lucarelli, Campinas, Brasil             | 2–1       | Ponte Preta         | 0    | 0       | Campeonato Brasileiro de 2016   |
| 13.      | 2 de junho de 2016      | Raulino de Oliveira, Volta Redonda, Brasil     | 1-0       | Vitória             | 1    | 0       | Campeonato Brasileiro de 2016   |
| 14.      | 5 de junho de 2016      | Mané Garrincha, Brasília, Brasil               | 1–2       | Palmeiras           | 0    | 0       | Campeonato Brasileiro de 2016   |
| 15.      | 12 de junho de 2016     | Orlando Scarpelli, Florianópolis, Brasil       | 0–1       | Figueirense         | 0    | 0       | Campeonato Brasileiro de 2016   |
| 16.      | 15 de junho de 2016     | Mineirão, Belo Horizonte, Brasil               | 1–0       | Cruzeiro            | 0    | 0       | Campeonato Brasileiro de 2016   |
| 17.      | 19 de junho de 2016     | Mané Garrincha, Brasília, Brasil               | 2–2       | São Paulo           | 0    | 0       | Campeonato Brasileiro de 2016   |
| 18.      | 22 de junho de 2016     | Arruda, Recife, Brasil                         | 1–0       | Santa Cruz          | 0    | 0       | Campeonato Brasileiro de 2016   |
| 19.      | 10 de julho de 2016     | Mané Garrincha, Brasília, Brasil               | 2–0       | Atlético Mineiro    | 2    | 0       | Campeonato Brasileiro de 2016   |
| 20.      | 6 de agosto de 2016     | Kléber Andrade, Cariacica, Brasil              | 1–0       | Atlético Paranaense | 0    | 0       | Campeonato Brasileiro de 2016   |
| 21.      | 21 de agosto de 2016    | Mané Garrincha, Brasília, Brasil               | 2–1       | Grêmio              | 0    | 0       | Campeonato Brasileiro de 2016   |
| 22.      | 18 de setembro de 2016  | Pacaembu, São Paulo, Brasil                    | 2–0       | Figueirense         | 0    | 0       | Campeonato Brasileiro de 2016   |
| 23.      | 28 de setembro de 2016  | Kléber Andrade, Cariacica, Brasil              | 1–2       | Palestino           | 0    | 0       | Copa Sul-Americana de 2016      |
| 24.      | 9 de outubro de 2016    | Pacaembu, São Paulo, Brasil                    | 3–0       | Santa Cruz          | 1    | 0       | Campeonato Brasileiro de 2016   |
| 25.      | 20 de novembro de 2016  | Maracanã, Rio de Janeiro, Brasil               | 2–2       | Coritiba            | 0    | 0       | Campeonato Brasileiro de 2016   |
| 26.      | 11 de dezembro de 2016  | Arena da Baixada, Curitiba, Brasil             | 2–2       | Atlético Paranaense | 0    | 0       | Campeonato Brasileiro de 2016   |
| 27.      | 19 de fevereiro de 2017 | Raulino de Oliveira, Volta Redonda, Brasil     | 4–0       | Madureira           | 0    | 1       | Campeonato Carioca de 2017      |
| 28.      | 22 de fevereiro de 2017 | Arena Castelão, Fortaleza, Brasil              | 0–0       | Ceará               | 0    | 0       | Primeira Liga do Brasil de 2017 |
| 29.      | 25 de fevereiro de 2017 | Raulino de Oliveira, Volta Redonda, Brasil     | 1–0       | Vasco da Gama       | 0    | 0       | Campeonato Carioca de 2017      |
| 30.      | 5 de março de 2017      | Nilton Santos, Rio de janeiro, Brasil          | 3–3 (2–4) | Fluminense          | 0    | 0       | Campeonato Carioca de 2017      |
| 31.      | 11 de março de 2017     | Raulino de Oliveira, Volta Redonda, Brasil     | 5–1       | Portuguesa da Ilha  | 0    | 0       | Campeonato Carioca de 2017      |
| 32.      | 18 de março de 2017     | Raulino de Oliveira, Volta Redonda, Brasil     | 1–0       | Resende             | 1    | 0       | Campeonato Carioca de 2017      |
| 33.      | 22 de março de 2017     | Raulino de Oliveira, Volta Redonda, Brasil     | 3–0       | Bangu               | 0    | 0       | Campeonato Carioca de 2017      |
| 34.      | 29 de março de 2017     | Raulino de Oliveira, Volta Redonda, Brasil     | 1–1       | Volta Redonda       | 1    | 0       | Campeonato Carioca de 2017      |
| 35.      | 2 de abril de 2017      | Kléber Andrade, Cariacica, Brasil              | 1–1       | Fluminense          | 0    | 0       | Campeonato Carioca de 2017      |
| 36.      | 10 de maio de 2017      | Maracanã, Rio de Janeiro, Brasil               | 0–0       | Atlético Goianiense | 0    | 0       | Copa do Brasil de 2017          |
| 37.      | 7 de junho de 2017      | Ilha do Retiro, Recife, Brasil                 | 0–2       | Sport               | 0    | 0       | Campeonato Brasileiro de 2017   |
| 38.      | 11 de junho de 2017     | Ressacada, Florianópolis, Brasil               | 1–1       | Avaí                | 0    | 0       | Campeonato Brasileiro de 2017   |
| 39.      | 14 de junho de 2017     | Ilha do Urubu, Rio de Janeiro, Brasil          | 2–0       | Ponte Preta         | 0    | 0       | Campeonato Brasileiro de 2017   |
| 40.      | 5 de julho de 2017      | San Carlos de Apoquindo, Santiago, Chile       | 5–2       | Palestino           | 0    | 0       | Copa Sul-Americana de 2017      |
| 41.      | 13 de julho de 2017     | Ilha do Urubu, Rio de Janeiro, Brasil          | 0–1       | Grêmio              | 0    | 0       | Campeonato Brasileiro de 2017   |
| 42.      | 22 de julho de 2017     | Ilha do Urubu, Rio de Janeiro, Brasil          | 2–1       | Coritiba            | 0    | 0       | Campeonato Brasileiro de 2017   |
| 43.      | 2 de agosto de 2017     | Pacaembu, São Paulo, Brasil                    | 2–3       | Santos              | 1    | 0       | Campeonato Brasileiro de 2017   |
| 44.      | 6 de agosto de 2017     | Ilha do Urubu, Rio de Janeiro, Brasil          | 0–2       | Vitória             | 0    | 0       | Campeonato Brasileiro de 2017   |
| 45.      | 9 de agosto de 2017     | Ilha do Urubu, Rio de Janeiro, Brasil          | 5–0       | Palestino           | 1    | 0       | Copa Sul-Americana de 2017      |
| 46.      | 13 de agosto de 2017    | Independência, Belo Horizonte, Brasil          | 0–2       | Atlético Mineiro    | 0    | 0       | Campeonato Brasileiro de 2017   |
| 47.      | 16 de agosto de 2017    | Nilton Santos, Rio de Janeiro, Brasil          | 0–0       | Botafogo            | 0    | 0       | Copa do Brasil de 2017          |
| 48.      | 30 de agosto de 2017    | Kleber Andrade, Cariacica, Brasil              | 1–1 (4–5) | Paraná              | 0    | 0       | Primeira Liga do Brasil de 2017 |
| 49.      | 23 de setembro de 2017  | Ilha do Urubu, Rio de Janeiro, Brasil          | 1–1       | Avaí                | 0    | 0       | Campeonato Brasileiro de 2017   |
| 50.      | 2 de outubro de 2017    | Moisés Lucarelli, Campinas, Brasil             | 0–1       | Ponte Preta         | 0    | 0       | Campeonato Brasileiro de 2017   |
| 51.      | 25 de outubro de 2017   | Maracanã, Rio de Janeiro, Brasil               | 1–0       | Fluminense          | 0    | 0       | Copa Sul-Americana de 2017      |
| 52.      | 28 de outubro de 2017   | Maracanã, Rio de Janeiro, Brasil               | 0–0       | Vasco da Gama       | 0    | 0       | Campeonato Brasileiro de 2017   |
| 53.      | 1 de novembro de 2017   | Maracanã, Rio de Janeiro, Brasil               | 3–3       | Fluminense          | 1    | 0       | Copa Sul-Americana de 2017      |
| 54.      | 5 de novembro de 2017   | Arena do Grêmio, Porto Alegre, Brasil          | 1–3       | Grêmio              | 0    | 0       | Campeonato Brasileiro de 2017   |
| 55.      | 8 de novembro de 2017   | Ilha do Urubu, Rio de Janeiro, Brasil          | 2–0       | Cruzeiro            | 0    | 1       | Campeonato Brasileiro de 2017   |
| 56.      | 12 de novembro de 2017  | Allianz Parque, São Paulo, Brasil              | 0–2       | Palmeiras           | 0    | 0       | Campeonato Brasileiro de 2017   |
| 57.      | 16 de novembro de 2017  | Couto Pereira, Curitiba, Brasil                | 0–1       | Coritiba            | 0    | 0       | Campeonato Brasileiro de 2017   |
| 58.      | 19 de novembro de 2017  | Ilha do Urubu, Rio de Janeiro, Brasil          | 3–0       | Corinthians         | 1    | 0       | Campeonato Brasileiro de 2017   |
| 59.      | 23 de novembro de 2017  | Maracanã, Rio de Janeiro, Brasil               | 2–1       | Junior Barranquilla | 1    | 0       | Copa Sul-Americana de 2017      |
| 60.      | 26 de novembro de 2017  | Ilha do Urubu, Rio de Janeiro, Brasil          | 1–2       | Santos              | 0    | 0       | Campeonato Brasileiro de 2017   |
| 61.      | 30 de novembro de 2017  | Metropolitano, Barranquilla, Colômbia          | 2–0       | Junior Barranquilla | 2    | 0       | Copa Sul-Americana de 2017      |
| 62.      | 3 de dezembro de 2017   | Barradão, Salvador, Brasil                     | 2–1       | Vitória             | 0    | 0       | Campeonato Brasileiro de 2017   |
| 63.      | 6 de dezembro de 2017   | Libertadores de América, Avellaneda, Argentina | 1–2       | Independiente       | 0    | 0       | Copa Sul-Americana de 2017      |
| 64.      | 13 de dezembro de 2017  | Maracanã, Rio de Janeiro, Brasil               | 1–1       | Independiente       | 0    | 0       | Copa Sul-Americana de 2017      |
| 65.      | 27 de janeiro de 2018   | Maracanã, Rio de Janeiro, Brasil               | 0–0       | Vasco da Gama       | 0    | 0       | Campeonato Carioca de 2018      |

### Seleção Brasileira
Abaixo estão listados todos jogos e gols do futebolista pela Seleção Brasileira, desde as categorias de base. Abaixo da tabela, clique em expandir para ver a lista detalhada dos jogos de acordo com a categoria selecionada.
Sub-20
| Ano   |       |      |         |       |
| Ano   | Jogos | Gols | Assist. | Média |
| ----- | ----- | ---- | ------- | ----- |
| 2016  | 5     | 2    | 1       | 0,4   |
| 2017  | 7     | 3    | 1       | 0,66  |
| Total | 12    | 5    | 2       | 0,50  |

|     | Data                    | Local                               | Resultado | Adversário | Gol(s) | Assist. | Competição                              |
| --- | ----------------------- | ----------------------------------- | --------- | ---------- | ------ | ------- | --------------------------------------- |
| 1.  | 1 de setembro de 2016   | St George's Park, Burton upon Trent | 1–1       | Inglaterra | 0      | 0       | Amistoso                                |
| 2.  | 4 de setembro de 2016   | Aggborough, Kidderminster           | 2–1       | Inglaterra | 0      | 1       | Amistoso                                |
| 3.  | 12 de outubro de 2016   | Estádio Atletico Comercio, Talca    | 3–0       | Equador    | 0      | 0       | Quadrangular de Seleções Sub-20 de 2016 |
| 4.  | 14 de outubro de 2016   | Fiscal de Talca, Talca              | 2–1       | Uruguai    | 1      | 0       | Quadrangular de Seleções Sub-20 de 2016 |
| 5.  | 16 de outubro de 2016   | Fiscal de Talca, Talca              | 1–1       | Chile      | 1      | 0       | Quadrangular de Seleções Sub-20 de 2016 |
| 6.  | 18 de janeiro de 2017   | Olímpico de Riobamba, Riobamba      | 1–0       | Equador    | 1      | 0       | Sul-Americano Sub-20 2017               |
| 7.  | 20 de janeiro de 2017   | Olímpico de Riobamba, Riobamba      | 0–0       | Chile      | 0      | 0       | Sul-Americano Sub-20 2017               |
| 8.  | 22 de janeiro de 2017   | Bellavista, Ambato                  | 3–2       | Paraguai   | 1      | 1       | Sul-Americano Sub-20 2017               |
| 9.  | 29 de janeiro de 2017   | Olímpico Atahualpa, Quito           | 2–2       | Equador    | 0      | 0       | Sul-Americano Sub-20 2017               |
| 10. | 2 de fevereiro de 2017  | Olímpico Atahualpa, Quito           | 1–2       | Uruguai    | 0      | 0       | Sul-Americano Sub-20 2017               |
| 11. | 8 de fevereiro de 2017  | Olímpico Atahualpa, Quito           | 2–2       | Argentina  | 1      | 0       | Sul-Americano Sub-20 2017               |
| 12. | 11 de fevereiro de 2017 | Olímpico Atahualpa, Quito           | 0–0       | Colômbia   | 0      | 0       | Sul-Americano Sub-20 2017               |

## Títulos
Flamengo
- Campeonato Carioca: 2017

Grêmio
- Recopa Gaúcha: 2019
- Campeonato Gaúcho: 2019

Atlético-GO
- Campeonato Goiano: 2023

Criciúma
- Recopa Catarinense: 2024
- Campeonato Catarinense: 2024

Remo
- Campeonato Paraense: 2025[45]

Seleção Brasileira
- Torneio Quadrangular de Seleções Sub-20: 2016[37]

### Prêmios individuais
- Melhor Jogador da Copa São Paulo de Futebol Júnior: 2016[46]
- Seleção do Campeonato Sul-Americano Sub-20: 2017[47]
- Seleção da Copa Sul-Americana: 2017[48]
- Prêmio Bucha – Gol Mais Bonito do Campeonato Gaúcho: 2019[49]

### Artilharias
- Copa Sul-Americana de 2017 (5 gols)